# Мокрецово (Удмуртия)
Мокрецово — деревня в Вавожском районе Удмуртии. Входит в состав Водзимоньинского сельского поселения.

## География
Деревня расположена на западе республики на расстоянии примерно в 22 километрах по прямой к северо-западу от районного центра Вавожа.
Часовой пояс
Деревня Мокрецово как и вся Удмуртия, находится в часовой зоне МСК+1. Смещение применяемого времени относительно UTC составляет +4:00.

## Население
| 2010 | 2012 |
| ---- | ---- |
| 0    | ↗2   |

Национальный состав
Согласно результатам переписи 2002 года, в национальной структуре населения русские составляли 100 % из 2 чел..